# Praina leucaniiformis
Praina leucaniiformis là một loài bướm đêm trong họ Noctuidae.